# Hjälmaren
Hjälmaren è il quarto lago più grande della Svezia,con una lunghezza di 63 km e una larghezza massima di 20 km, per una superficie di 485 km²; ha una profondità massima di 22 mertri e poco più di 6m di profondità media.
È situato vicino al lago Mälaren il quale confluisce nel Mar Baltico. 
È collegato a Stoccolma da un canale navigabile lungo 13 km.

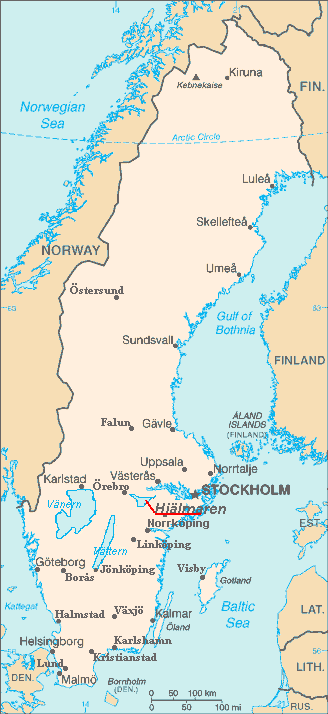
Lago Hjälmaren

IL lago si affaccia su tre diverse province(Södermanland, Närke, e Västmanland).
La più grande città sulle sponde del lago è Örebro.